# Dinastia kinkhwàrida
La dinastia kinkhwàrida fou una dinastia que va governar el Tabaristan (Mazanderan) als segles xiii i xiv. Era una branca col·lateral dels bawàndides. El darrer bawàndida Rustam VI ibn Ardashir Shams al-Muluk fou assassinat per l'alida Abu Riza Husayn ibn Muhammad Mamatiri (1 d'abril de 1210) sense deixar fills. El xa de Coràsmia va agafar el domini directe. Al cap de 28 anys (1238) la dinastia fou restaurada per una branca col·lateral que fou vassalla dels Il-kans. Van conservar el títol de reis de Mazanderan però els seus territoris foren notablement menys reduïts que abans. La capital fou Amol que fou menys afectada per les incursions dels mongols que Sari. Foren propers aliats amb els ustundars de Ruyan (els baduspànides) amb els quals es van concertar diversos enllaços matrimonials. El Ruyan, territori muntanyós, oferia refugi segur en cas de necessitat. Les dates dels regnats no estan ben establertes, ja que algunes de les que apareixen a les fonts s'han demostrat errònies.
El primer sobirà fou Husam al-Dawla Ardashir ibn Kinkhwaz ibn Shariyar, que fou escollit pels notables del país com a rei. La seva àvia fou germana de Rustam VI ibn Ardashir Shams al-Muluk, el darrer bawàndida de la branca ispahbadiya extinta el 1210; la seva mare era filla de l'imam nizàrida d'Alamut Djalal al-Din Hasan. Hauria regnat durant uns quinze anys fins al 1249 (probablement fins més tard) i va reconèixer la sobirania del gran kan.
El va succeir el seu fill gran Shams al-Muluk Muḥammad, que va estar estretament aliat al ustundar Shahragim ibn Namwar, i es va casar amb la filla d'aquest. Va reconèixer la sobirania d'Hulagu. Sota el kan Abaka (1265-1282), va rebre l'orde de participar en el setge de la fortalesa ismaïlita de Gerdkuh, igual que Shahragim ibn Namwar, orde que van haver de complir, però a la meitat del setge van abandonar el lloc; això va provocar la invasió mongola del Mazanderan i l'ocupació temporal d'Amol per Ghazan Bahadur, però els dos prínceps no foren perseguits. Llavors Shams al-Muluk Muḥammad es va posar al servei del kan i es va unir al seu exèrcit, però era massa aviat i no havia estat oblidat del tot, sent detingut i empresonat; el seu aliat Shahragim ibn Namwar es va revoltar contra el mongol Kutlugbugha i llavors Shams al-Muluk Muḥammad fou executat. La data donada per aquests fets a les fonts, el 1265, és massa matinera i segurament es van produir entre cinc i deu anys més tard, en tot cas després de la conquesta de la fortalesa ismaïlita de Gerdkuh (1270)
A Shams al-Muluk Muḥammad el va succeir el seu germà Ala al-Dawla, que va morir al cap de quatre mesos, i el va seguir el seu cosí Tadj al-Dawla Yazdegerd ibn Shahriyar ibn Ardashir que va regnar uns trenta anys a la zona entre Tamisha i Alisha Rud, amb molt poca intervenció dels mongols i el país va gaudir d'un llarg període pau i seguretat i en l'aspecte econòmic també d'una notable prosperitat. Segons els historiadors, Amol tenia unes setanta madrasses en aquest temps.
Mort probablement no gaire després del 1300, el va succeir el seu fill Nasir al-Dawla. El amir Mumin fou designat com a governador mongol a Amol i va exercir plenament la seva jurisdicció reduint el marge de maniobra del sobirà. Nasir va morir a l'entorn del 1310 (a les fonts 1314/1315) i el poder dels sobirans es va reduir pels conflictes entre els germans; el successor Ala al-Dawla Ali fou assassinat pel seu germà Shams al-Muluk Muhammad II que va ocupar el tron; un tercer germà, Rukn al-Dawla Shah Kaykhusraw va anar a la cort il-kànida on va obtenir el suport oficial (probablement del kan Oldjeitu) i Kutlugh Shah, fill de l'amir Mumin, fou enviat a Amol. Shams al-Muluk Muhammad II va fugir a Gilan i Rukn al-Dawla Shah Kaykhusraw posat al tron; el fugitiu va tornar algun temps després i fou executat per Rukn al-Dawla amb el suport de Kutlugh Shah.
No gaire després Kutlugh Shah i Rukn al-Dawla Shah Kaykhusraw es van enfrontar i va esclatar la guerra civil; el rei de Mazanderan va haver d'establir la seva capital a un llogaret a Kalar-rostaq on tenia la protecció del ustundar baduspànida Nasir al-Dawla Shahriyar, que era son cunyat. Amb el seu ajut va aconseguir diverses victòries militars sobre Kutlugh Shah, però aquest dominava la major part del regne. L'amir Mumin, el pare de Kutlugh Shah, va retornar a Amol. La situació no va canviar fins que Talish Cobani va esdevenir governador del Khurasan (probablement després del nomenament de Coban com amir al-umara pel kan Abu Said Bahadur Khan el 1317) i va obtenir el seu suport; Talish va anar al Mazanderan i va eliminar el poder de Mumin.
Segons les fonts Rukn al-Dawla va morir el 1327/1328 i fou succeït pel seu fill Sharaf al-Muluk, que va morir vers 1333/1334, i el va succeir Fakhr al-Muluk Hasan, probablement germà, que s'havia criat al Rustamdar i estava totalment entregat al ustundar baduspànida. A la mort de l'il-kan Abu Said Bahadur el 1335, el govern de la regió va quedar en mans de l'amir Togha Temur (o Timur), com testimonien algunes monedes encunyades a Amol entre 1337 i 1341. El sarbadar Masud, aliat al ustundar Djalal al-Dawla Iskandar, va ocupar Amol el 1344. Fakhr al-Muluk Hasan se li va oposar però va perdre el suport de la família Kia Djalali de Sari, notables locals tradicionals aliats bawàndides, quan va fer matar Djalal ibn Ahmad Djal, cap dels Kia Djalali i va buscar el suport d'una família rival el Kia Čalabi d'Amol (tradicionals rivals dels bawàndides) dirigida per Kia Afrasiyab la germana del qual estava casada amb Fakhr al-Muluk Hasan. Els Kia Djalali es van aliar al ustundar Djalal al-Dawla i junts van atacar Amol, mentre Fakhr al-Dawla es va rendir a Djalal al-Dawla Iskandar, que el va acollir amistosament, i els Kia Čalabi van capgirar la seva aliança i Kia Afrasiyab va acusar al seu cunyat d'haver seduït a la seva fillastre i va obtenir una fàtua dels caps religiosos d'Amol que van condemnar al rei. Ali i Muhmmad, fills d'Afrasiyab, van matar a traïció a Fakhr al-Muluk Hasan el 17 d'abril de 1349 i Kia Afrasiyab es va erigir en rei a Amol. Els fills de Fakhr, que eren menors, es van refugiar amb Djalal al-Dawla Iskandar i encara que més tard van intentar recuperar el poder amb el suport del ustundar, ja no ho van aconseguir.

## Llista de reis
- Husam al-Dawla Ardashir ibn Kinkhwaz ibn Shariyar 1238-1249
- Shams al-Muluk Muḥammad I vers 1249-1272
- Ala al-Dawla, vers 1272
- Tadj al-Dawla Yazdegerd ibn Shahriyar ibn Ardashir vers 1272-1301
- Nasir al-Dawla vers 1301-1310/1314
- Ala al-Dawla Ali vers 1310/1314-1315
- Shams al-Muluk Muhammad II vers 1315-1316
- Rukn al-Dawla Shah Kaykhusraw vers 1316-1327/1328
- Sharaf al-Muluk 1327/1328-1333/1334
- Fakhr al-Muluk Hasan 1333/1334-1349